# Szeged Jazz Napok
A Szegedi Jazz Napok a magyarországi jazzfesztiválok egyike.

## Története
Története az 1970-es évek elejére nyúlik vissza, kezdeményezői a város zenei életének ismert szereplői, Vági László és Molnár Gyula voltak, a szervezést 1978-tól 1985-ig a Szegedi Jazz Klub vezetője, Drienyovszki András végezte. Ebben az időben nemzetközi rangú rendezvénynek számított, 1986-ra azonban a fesztivált ellehetetlenítették, tevékenysége évekre megszűnt. 
A rendszerváltás után Tűhegyi József alpolgármester (Kőrgát Klub) kezdeményezésére[forrás?] az 1991-1992-es évadot Drienyovszki András közreműködésével újjászervezték. Később a rendezvény Szerdahelyi Zoltán irányítása alá került, aki "Volt egyszer egy fesztivál... A Szegedi Jazz Napok története 1991-1998" címmel önálló kötetet jelentetett meg erről az időszakról. 1998-ban a koncertek – főként anyagi okok miatt, – ismét megszakadtak. A sorozat végül egy 2003-as próbálkozás után 2004-ben indult ismét útjára Szeged Város Önkormányzatának támogatásával.

## 2012
A Szegedi Jazz Napok 2012-es meghívott előadói:
- Terence Blanchard Quintet (USA)
- Han Bennink Trio (NL/B/DK)
- Lajkó Félix & Band (Vajdaság)
- Vukán György Szuper Trió (H)
- Grencsó Real-Time Kollektíva (H)
- Budapest Acoustic Quartet (H)
- Matthew Mitchell's Trionic (NZ/H)
- Agócsi János (Szeged/London)

A 2012-es fesztivál hangversenyei november 9-10 között voltak Szegeden.

## 2013
A Szegedi Jazz Napok programjára 2013-ban meghívott előadók:
- Christian Scott Quintet (USA)
- Aziz Sahmaoui & University Of Gnawa (Marokkó/Szenegál)
- Elliott Sharp (USA)
- Trio Midnight (H)
- Dresch Mihály (H)
- Szakcsi Lakatos Róbert együttese (H)
- Varga János Project (Szeged/Budapest)

A fesztivál hangversenyei 2013. november 8-9-én kerülnek megrendezésre.

## 2014
A Szegedi Jazz Napok programjára 2014-ben meghívott előadók:
- Bill Frisell Band (USA)
- Steve Kuhn Trio (USA)
- Kőszegi Imre New5 (H)
- Remember 80/81 Quintet (H)
- Dél-Alföldi Szaxofonegyüttes (H)
- Eichinger-Csurkulya Duó Projekt (H)

A fesztivál hangversenyei 2014. november 7-8-án kerülnek megrendezésre.

## Képek

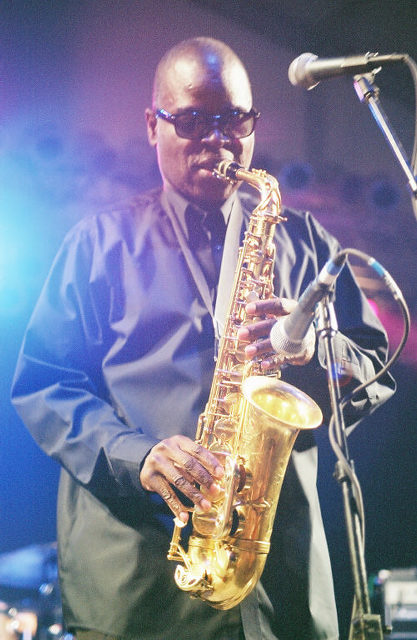
Maceo Parker 2002-ben
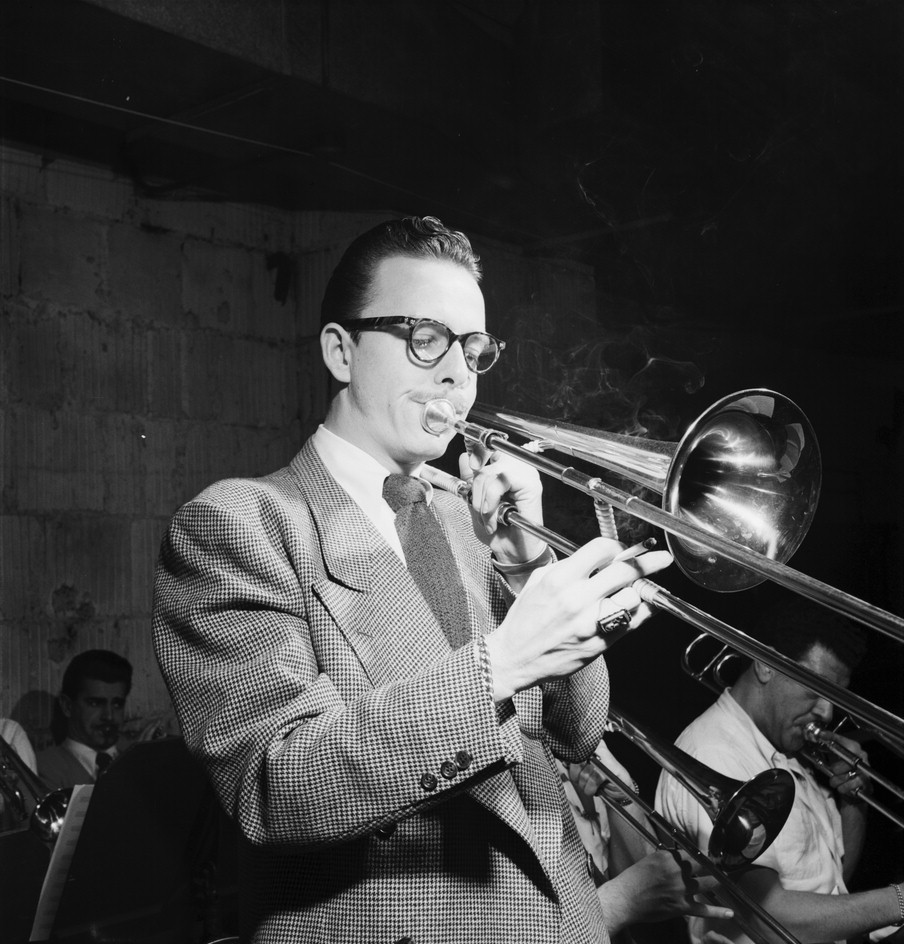
Kai Winding
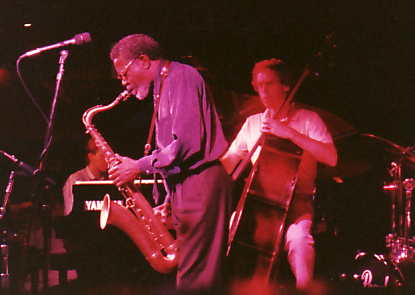
Joe Henderson (balra)
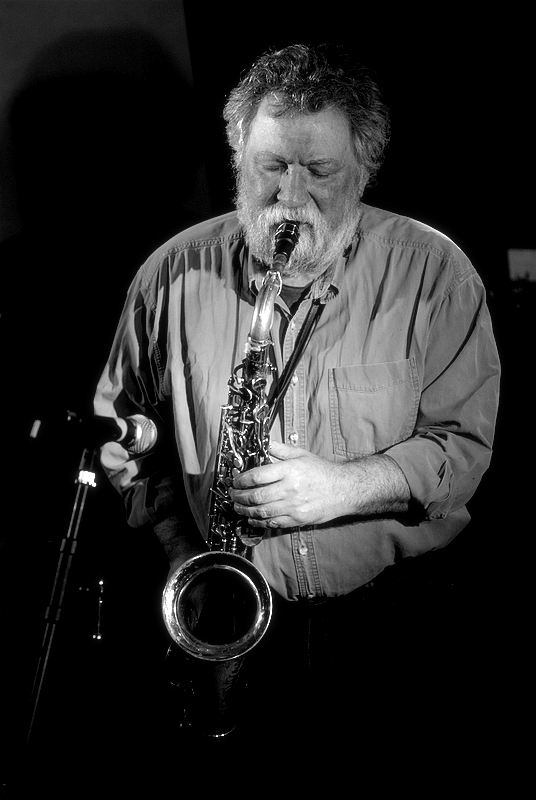
Evan Parker
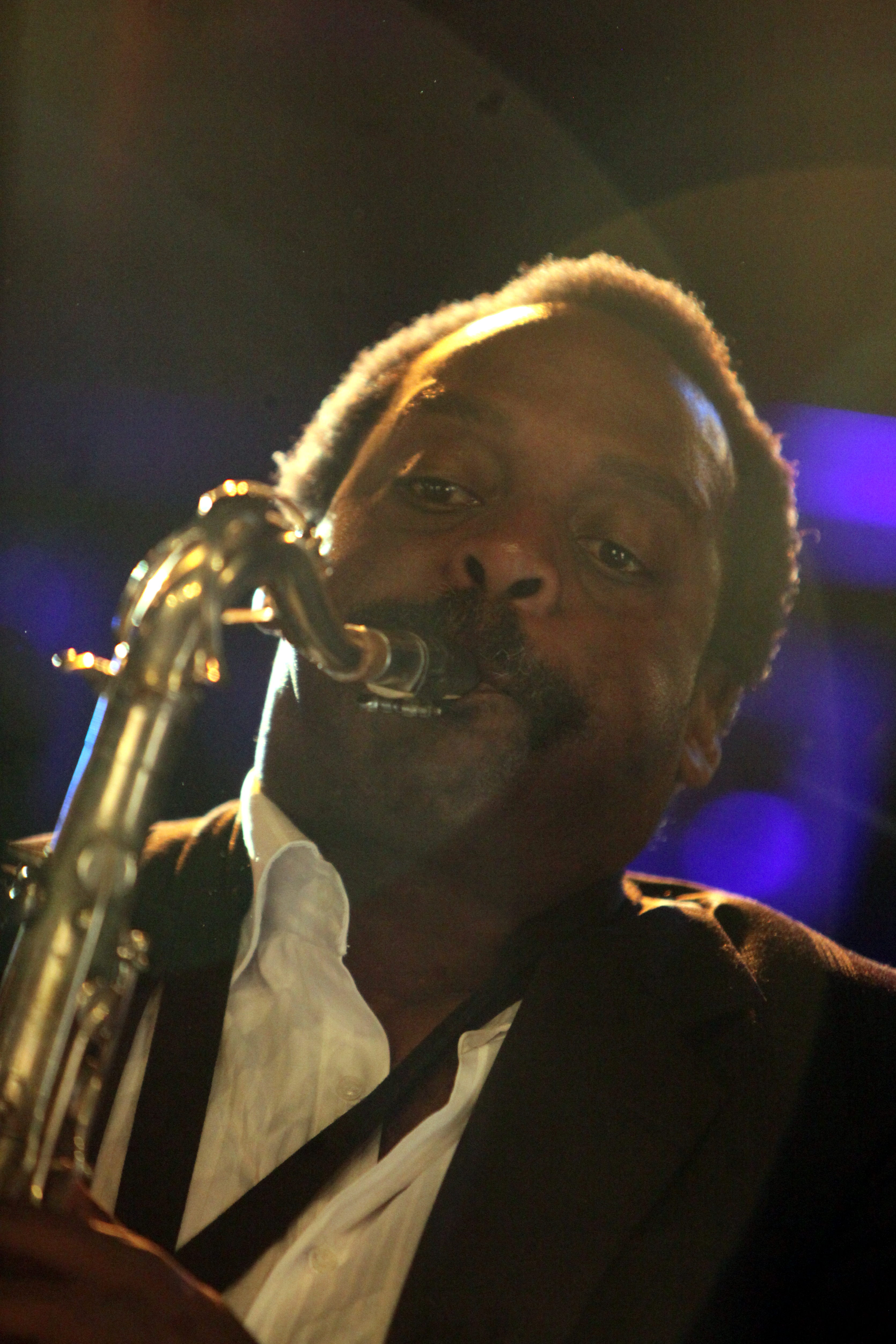
David Murray
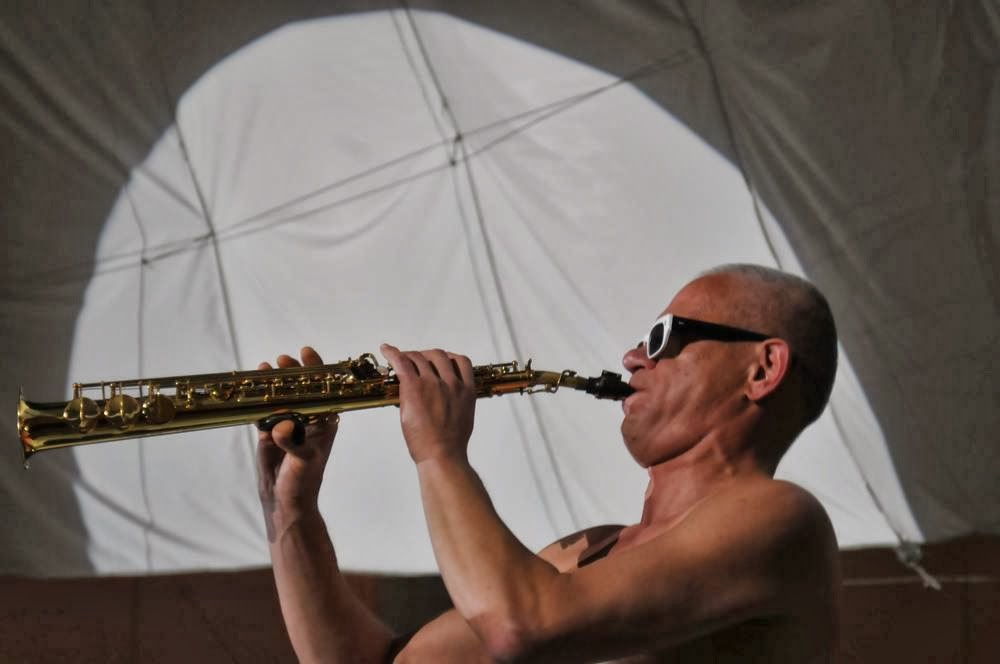
Grencsó István